# Corporación Club Deportivo Tuluá
Maillots
Dernière mise à jour : 13 mai 2013.
Le Corporación Club Deportivo Tuluá, plus connu sous le nom de Cortuluá, était un club colombien de football basé à Tuluá.

## Histoire
Le club est sacré champion de deuxième division colombienne en 1993 et 2009.
Il participe à la Copa Libertadores en 2002.

## Palmarès
- Championnat de Colombie de deuxième division
  - Champion : 1993 et 2009

## Anciens joueurs
- Andrés Colorado
- Mario Yepes